# Sendeturm Mumbai
Der Sendeturm Mumbai, auch Worli Doordarshan TV Tower, ist ein 300,2 Meter hoher Stahlfachwerkturm zur Verbreitung von Fernsehprogrammen in Mumbai-Worli. Der Sendeturm Mumbai gehört der staatlichen indischen Fernsehgesellschaft Doordarshan. Er ist das höchste Bauwerk der Millionenstadt und gehört zu den höchsten Bauwerken Indiens.